# 愛する人へ〜A MON COEUR〜
『愛する人へ 〜A MON CŒUR〜』（あいするひとへ ア モン クール）は、谷村有美の7枚目のオリジナル・アルバム。1993年8月21日にSony Recordsから発売された。

## 概要
- 初盤のみエンベロープ付ポストカード付属、デジパック仕様。
- 本作から1998年活動休止まで谷村が全曲作詞・作曲を手掛ける。
- 編曲は新たに佐藤準、前作『Docile』に続いて清水信之が参加。
- 先行シングルは「最後のKISS」。
- 2曲目「SOMEBODY LOVES YOU」は後にタイアップが付き「一緒に暮らそう」と合わせて、初のダブル表題曲シングルでリカットされた。

## 収録曲
| 全作詞・作曲: 谷村有美。 |                                 |           |            |          |      |
| #                        | タイトル                        | 作詞      | 作曲・編曲 | 編曲     | 時間 |
| 1.                       | 「Not For Sale 〜A MON CŒUR〜」 | 谷村有美  | 谷村有美   | 清水信之 | 1:40 |
| 2.                       | 「SOMEBODY LOVES YOU」          | 谷村有美  | 谷村有美   | 清水信之 | 5:36 |
| 3.                       | 「Second Love 〜二番手の恋〜」  | 谷村有美  | 谷村有美   | 清水信之 | 4:47 |
| 4.                       | 「一緒に暮らそう」              | 谷村有美  | 谷村有美   | 清水信之 | 4:49 |
| 5.                       | 「最後のKISS」                  | 谷村有美  | 谷村有美   | 清水信之 | 4:49 |
| 6.                       | 「心はいつも側にいる」          | 谷村有美  | 谷村有美   | 清水信之 | 5:03 |
| 7.                       | 「別れても友達」                | 谷村有美  | 谷村有美   | 清水信之 | 4:02 |
| 8.                       | 「それでもあなたを愛してる」    | 谷村有美  | 谷村有美   | 佐藤準   | 5:08 |
| 9.                       | 「好きこそものの上手なれ」      | 谷村有美  | 谷村有美   | 清水信之 | 5:49 |
| 10.                      | 「FU・TA・MA・TA」              | 谷村有美  | 谷村有美   | 佐藤準   | 4:34 |
| 11.                      | 「あなたと生きてく」            | 谷村有美  | 谷村有美   | 清水信之 | 5:49 |
| 合計時間:                | 合計時間:                       | 合計時間: | 52:06      |          |      |

## 参加ミュージシャン
| Not For Sale 〜A MON CŒUR〜 - A.Piano：清水信之 SOMEBODY LOVES YOU - Synthesizer Programming＆Keyboards：清水信之 - Operators：田端元・谷村有美 - Background Vocal＆Chorus：谷村有美 Second Love 〜二番手の恋〜 - Synthesizer Programming,Drums Programming＆Keyboards：清水信之 - Operators：田端元・谷村有美 - Background Vocal＆Chorus：谷村有美 一緒に暮らそう - Synthesizer Programming,Drums Programming＆Keyboards：清水信之 - Operators：田端元・谷村有美 - Background Vocal＆Chorus：谷村有美 最後のKISS - Synthesizer Programming＆Keyboards：清水信之 - Operators：田端元・谷村有美 - Trumpet：数原晋 - Trombone：村田陽一 - A.Sax：Jake H. Conception - Background Vocal＆Chorus：谷村有美 心はいつも側にいる - Synthesizer Programming＆Keyboards：清水信之 - Operators：田端元 - Background Vocal＆Chorus：谷村有美 | 別れても友達 - Synthesizer Programming＆Keyboards：清水信之 - Operators：田端元 - Side Vocal：谷村有美 それでもあなたを愛してる - Keyboards：佐藤準・国吉良一 - A.Piano：佐藤準 - Operators：松武秀樹・浦田恵司 - Drums：青山純 - E.Bass：伊藤広規 - Guitars：今剛 - Conga：斉藤ノヴ - Strings：ジョー加藤グループ 好きこそものの上手なれ - Synthesizer Programming＆Keyboards（except below）：清水信之 - Operators：田端元・谷村有美 - Trumpet：数原晋 - Trombone：清岡太郎 - A.Sax,T.Sax＆B.Sax：Jake H. Conception - Background Vocal＆Chorus：谷村有美 FU・TA・MA・TA - Keyboards：佐藤準・友成好宏 - A.Piano＆Percussion：佐藤準 - Operators：田久保誠一・浦田恵司 - Drums：青山純 - E.Bass：美久月千晴 - E.Guitar：今剛 - A.Guitar：笛吹利明 - A.Sax：土岐英史 - Background Vocal＆Chorus：谷村有美 あなたと生きてく - Synthesizer Programming,Drums Programming＆Keyboards（except below）：清水信之 - Operators：田端元 - Strings：篠崎正嗣グループ - Background Vocal＆Chorus：谷村有美 |